# Creixomil (Barcelos)
Creixomil é uma povoação portuguesa do Município de Barcelos que foi sede da extinta Freguesia de Creixomil, freguesia que tinha 4,23 km² de área²) e 1567habitantes (2011), e, por isso, uma densidade populacional de 197,2 hab/km².
A Freguesia de Creixomil foi agregada, em 2013, à Freguesia de Mariz para formar a então criada União das Freguesias de Creixomil e Mariz.

## História
Creixomil é topónimo que os etimologistas registam concensualmente como de provada origem germânica, a partir de um nome pessoal "Creixemiro". Quanto à paróquia, esta deve ter-se formado ainda na pré-nacionalidade. Nas "Inquirições" de 1220 surge designada "De Sancto Jacobo de Creiximir", na "terra de Nevia". A Igreja Paroquial foi abadia da apresentação a Casa de Bragança.
Da Pré e Proto-História, muito concretamente dos períodos Neolítico Final (onde se insere o fenómeno megalítico) e Idade do Bronze, ficou o achado esporádico de um machado de Bronze, noticiado em finais do século passado por Augusto Vieira e a sugestão toponímica "de Antas", reportada a um pequeno regato e já atrás referida. As marcas de romanização são mais seguras, concretamente no lugar de Outeiro, onde surgiram várias tégulas (telhas período romano), algumas quase inteiras, lastrando o chão nuns campos de cultivo, facto que indiciará tumulações daquela época. Estas, em conjunto com alguma pedra aparelhada e diversos fragmentos de cerâmica comum, acabarão por sugerir uma ocupação de tipo "casal" ou "villa" que já remonta ao século XII. Em termos arqueológicos Creixomil é conhecido por ter até aos dias de hoje um túmulo muito conhecido na arqueologia Barcelense. Um túmulo que remonta à idade do bronze e que é intitulado pelas populações residentes como "Campa do Frade"
Assim, e por todos os dados recolhidos acerca deste povoado, podemos concluír que este existe pelo menos desde 1220, ano no qual foi referido nas inquisições da dinastia Afonsina (primeira de Portugal) como "Sancto Jacobo de Creiximir", situando-se nas Terras de Neiva.

## População
| População da freguesia de Creixomil (1864 – 2011) | População da freguesia de Creixomil (1864 – 2011) | População da freguesia de Creixomil (1864 – 2011) | População da freguesia de Creixomil (1864 – 2011) | População da freguesia de Creixomil (1864 – 2011) | População da freguesia de Creixomil (1864 – 2011) | População da freguesia de Creixomil (1864 – 2011) | População da freguesia de Creixomil (1864 – 2011) | População da freguesia de Creixomil (1864 – 2011) | População da freguesia de Creixomil (1864 – 2011) | População da freguesia de Creixomil (1864 – 2011) | População da freguesia de Creixomil (1864 – 2011) | População da freguesia de Creixomil (1864 – 2011) | População da freguesia de Creixomil (1864 – 2011) | População da freguesia de Creixomil (1864 – 2011) |
| ------------------------------------------------- | ------------------------------------------------- | ------------------------------------------------- | ------------------------------------------------- | ------------------------------------------------- | ------------------------------------------------- | ------------------------------------------------- | ------------------------------------------------- | ------------------------------------------------- | ------------------------------------------------- | ------------------------------------------------- | ------------------------------------------------- | ------------------------------------------------- | ------------------------------------------------- | ------------------------------------------------- |
| 1864                                              | 1878                                              | 1890                                              | 1900                                              | 1911                                              | 1920                                              | 1930                                              | 1940                                              | 1950                                              | 1960                                              | 1970                                              | 1981                                              | 1991                                              | 2001                                              | 2011                                              |
| 481                                               | 470                                               | 390                                               | 397                                               | 417                                               | 450                                               | 487                                               | 512                                               | 548                                               | 617                                               | 630                                               | 705                                               | 803                                               | 858                                               | 834                                               |

## Atividade Económica
A sua actividade económica principal é a agricultura tendo a industria têxtil recebido um grande impulso nos últimos anos. A laranja de Creixomil sempre teve muita fama na região. Para alem disso,há cerca de 50 anos a atividade de moagem era de extrema importância para a subsistência das gentes creixomilenses, existindo várias azenhas nesta freguesia.

## Desporto
No que toca a agremiações desportivas o expoente máximo do desporto em Creixomil é o Grupo Desportivo de Creixomil. Este clube foi fundado em 1983 e desde então é bastante conceituado no mundo do futebol popular de Barcelos, tendo já no seu palmarés dois títulos de campeão popular no escalão sénior e inúmeros outros títulos nos mais variados escalões de formação.